# A qualcuno piace presto
A qualcuno piace presto (AQPP) era un programma radiofonico musicale in onda su m2o Radio.

## Storia
Nato nel 2010, è un programma di intrattenimento mattutino in onda su m2o Radio, dal lunedì al venerdì dalle 8:00 alle 10:00 e originariamente condotto da Leandro Da Silva e Pippo Lorusso. Scritto da Glauco Di Mambro e Pippo Lorusso, al mix c'era Simone Girasole. Con il suo alter ego "Il Figlio di...", Glauco Di Mambro era spesso anche in conduzione, come spalla comica di Leandro e Pippo.  In redazione, dietro le quinte, c'era Fiorella Cassini.
Caratteristica del programma erano il susseguirsi di personaggi surreali e satirici che dettavano il ritmo del flusso radiofonico, scritti da Glauco Di Mambro e Pippo Lorusso e interpretati da un nutrito gruppo di attori come Samuel Brocherio , Pippo Lorusso, Antonio Mezzancella, Fabrizio Stefan, Livia Cascarano e altri. 
Dal 2014 il programma ospitava le imitazioni di Gianfranco Butinar come gli allenatori Roberto Mancini, Claudio Ranieri, Siniša Mihajlović, Luciano Spalletti, i telecronisti Rino Tommasi e Bruno Pizzul, oltre alle imitazioni di altri personaggi come Vasco Rossi, Gianni Morandi, Federico Zampaglione, Maurizio Costanzo e Rocco Siffredi.
Vi erano poi le rubriche con Tony Sansone e il figlio segreto di Piero Angela, il sessuologo Marco Rossi, il meteo impossibile del colonnello Coccobello, l'info traffico di Roberta Carrieri, il sexy oroscopo di Floriana Messina prima e di Lady Tabata poi, i consigli per gli acquisti sexy della Divina, il vocalist re delle rime Sandro Bit, la poesia di Antonio Cassano, la letterina degli ascoltatori e Real AQPP, la parodia dello storico e unico Real Trust di m2o. 
A partire dalla stagione 2015-2016 Sabrina Ganzer ha affiancato Pippo Lorusso prendendo il posto di Leandro Da Silva, passato a condurre in fascia pomeridiana.
Dall'ottava stagione Elisabetta Sacchi e Federico Riesi hanno preso a loro volta il posto di Sabrina Ganzer accanto a Pippo Lorusso. Il nuovo orario è dalle 06:00 alle 09:00. Dalle 07:30 alle 08:00 Simone Girasole lascia il mix a Dj Osso, con la sua Happy Edition un dj set basato sulla musica vintage ('70 - '80 - '90 e cartoni animati) con contaminazioni di musica house commerciale attuale. 
Nel giugno 2018 AQPP è stato premiato con il Microfono d'Oro di quell'anno come miglior programma del mattino.
Nella stagione 2018-19 il programma è andato in onda, sempre in diretta, dalle 6 alle 8 del mattino. Il 15 marzo 2019 è stata trasmessa l'ultima puntata del programma, a seguito della riorganizzazione dei palinsesti attuata dal nuovo direttore della radio, Albertino.